# Colli Bolognesi Barbera Colline Marconiane
Le Colli Bolognesi Barbera Colline Marconiane est un vin rouge italien de la région Émilie-Romagne doté d'une appellation DOC depuis le 29 mai 1975. Seuls ont droit à la DOC les vins récoltés à l'intérieur de l'aire de production définie par le décret.
Le Colli Bolognesi Barbera Colline Marconiane répond à un cahier des charges plus exigeant que le Colli Bolognesi Barbera.

## Aire de l'appellation
La sous - zone Colline Marconiane est définie par des parcelles dans les communes Sasso Marconi et Casalecchio di Reno.

## Caractéristiques organoleptiques
- couleur : rouge rubis avec des reflets violacés
- odeur  : vineux, intense et caractéristique
- saveur : sèche,  puissant, harmonique, légèrement tannique

Le Colli Bolognesi Barbera Colline Marconiane se déguste à une température de 15 à 17 °C. Le vin peut vieillir 4 - 5 ans

## Production
Province, saison, volume en hectolitres :
- pas de données disponibles